# Тальха (ім'я)

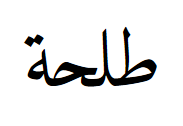
Тальха

Тальха, Талха (араб. طلحة «терен», «гірка рослина»; «акація камеденосна») — арабське і мусульманське чоловіче ім'я, походить від арабського дієслова «тлх» — «бути поганим».
Назва єгипетського міста Тальха пишеться через іншу букву Ха і має іншу етимологію.
- Тальха ібн Убайдулла — шурин пророка Мухаммада і один з його найближчих сподвижників.
- Талха ібн Тахір — правитель з династії Тахіриди.